# Ryukishi07
Ryukishi07 (яп. 竜騎士07, Рюкісі Дзеро-Нана, нар. 19 листопада 1973 року; справжнє ім'я невідоме) — японський письменник, лідер творчої групи 07th Expansion. Автор серії візуальних новел When They Cry, що включає такі твори, як Higurashi When They Cry, Umineko When They Cry та Ciconia When They Cry. Псевдонім «Рюкісі07» походить від гри Final Fantasy: «Рюкісі» (яп. «драгун») і «07» — гра слів від імені персонажа «Ленна».

## Біографія
Ryukishi07 навчався у художньому училищі, писав додзінсі, захоплювався аніме, манґою та відеоіграми. Під час навчання спробував створювати манґу та романи, але зрозумів, що без достатніх навичок неможливо стати професіоналом. Натхненний колегою з театральної трупи, він написав п'єсу «Автобусна зупинка Хінамідзава (яп. 雛見沢停留所, Хінамідзава Тейрюдзьо)». Його молодший брат Ятазакура запропонував створити власну гру за зразком візуальної новели Tsukihime від студії Type-Moon. Ryukishi перетворив сценарій п'єси у серію епізодичних новел — «Higurashi When They Cry». Після закінчення навчання він прагнув стати розробником відеоігор, але не зміг знайти роботу у цій сфері та кілька місяців працював у магазині чоловічого одягу, після чого став державним службовцем.

## Творча діяльність
У 2001 році Ryukishi07 заснував додзін-гурток 07th Expansion, який початково створював оригінальні карти для гри Leaf Fight від компанії Leaf. Після того, як брат Ryukishi вивчив програмування, вони почали створювати психологічний горор «Higurashi When They Cry», натхненний роботами студії Key.
В інтерв'ю 2012 року він зазначав, що ніколи не очікував успіху за межами Японії і був щасливий, що його твори читають і перекладають у світі. Стиль його творчості характеризується поєднанням похмурих сцен та гумору, а сам автор порівнює сюжет з «американськими гірками», коли перед сценами жаху він створює моменти веселощів чи надії. Він визнавав, що його надихав роман Аґати Крісті «Таємниця Індіанського острова».

## Основні роботи
- Higurashi When They Cry
- Umineko When They Cry
- Ciconia When They Cry
- Rose Guns Days (сценарій та частковий дизайн персонажів)
- Loopers (сценарій)
- Silent Hill f (сценарій)